# 俞作柏

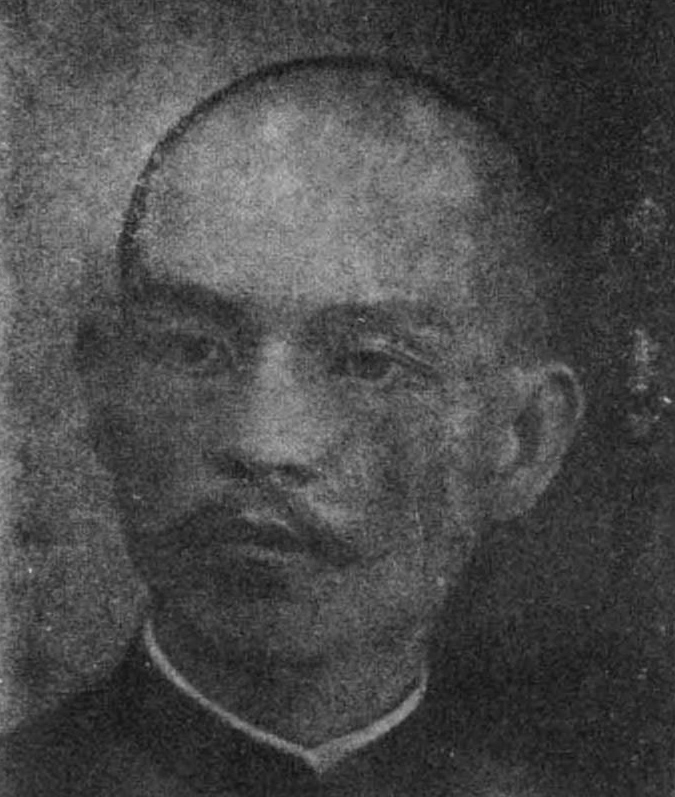
俞作柏, 1929

俞作柏（1889年—1959年）字健侯。廣西北流縣岑垌鄉石梯口村人。是中華民國軍事人物，桂軍重要將領。俞作豫的哥哥，李明瑞的表哥。

## 早年
俞作柏出生於光緒十五年（1889年）。1911年時加入中國同盟會，與同樣是桂系的白崇禧、黃紹竑等一起畢業於保定軍官學校，並參加護國戰爭任參謀、連長等職。粵桂戰爭以後，被粵系陳炯明任命為粵桂邊防軍李宗仁第三路軍第一統領，下轄二營。參與李宗仁等桂軍將領發起的統一廣西的戰爭。

## 抗日戰爭與晚年
抗战时期，曾经担任苏皖浙‘忠义救国军’副总司令。后到四川重庆。第二次国共内战时期赴港。1956年应邀来到广州，任全国政协委员、广东省政协委员、广东省人民政府参事室参事等。1959年在广州市去世。

## 參照
- 蔣桂戰爭
- 百色起義
- 南寧兵變